# Флоріан Кунц
Флоріан Кунц (нім. Florian Kunz, 22 лютого 1972) — німецький хокеїст на траві.
Бронзовий призер Олімпійських Ігор 2004 року, учасник 2000 року.
Чемпіон світу 2002 року.
Переможець Трофею чемпіонів 1995, 2001 років, срібний призер 1994, 2000, 2002 років.
Чемпіон світу 2003 року.